# Air Precision Shooting
Air Precision Shooting（エアー プレシジョン シューティング）とは、日本エアースポーツガン協会主催のエアソフトガンによる精密射撃競技。及び同競技を主導するマルゼン製の精密射撃用エアソフトガンのシリーズ名。2004年現在、ハンドガンタイプのAPS-1とライフルタイプのAPS-2、L96A1スナイパーライフルを模したAPS-TYPE96の3シリーズが販売されている。2007年、APS-1の後継モデルAPS-3が発売された。

## APSカップ
ハンドガンサイズのエアソフトガンで競技を行うハンドガンクラスとライフルサイズのエアソフトガンで競技を行うライフルクラスとがある。また、それぞれ光学照準機器の使用可能なフリーサイト部門と光学照準の使用不可能なオープンサイト部門がある。

### ハンドガンクラス
ハンドガンを使用して競技を行う部門である。
ハンドガンクラスでは元がサブマシンガンなどの長物を改造するなどしてハンドガンサイズにしたエアソフトガンの使用は認められていない。
競技内容はブルズアイ競技とプレート競技、シルエット競技の三つである。

### ライフルクラス
ライフルを使用して競技を行う部門である。
競技内容はブルズアイ競技とプレート競技、ムーバー競技の三つである。

## 競技認定銃

### JASG認定銃制度
APSカップでは認定銃でなければ出場できないルールとなっている。APSカップをスポーツとして成り立たせるため製造から末端の販売ルートまで管理された認定銃のみを使用することで、場合によっては有害玩具とされることもある他のエアソフトガンと区別した、エアソフトガンの規格内で作られた競技専用銃としている。
カスタムはノーマルの30％までと定められているが、JASG認証部品を使う場合はノーマルと同等と認められ30％以内の制限を受けない。

### マルゼン精密射撃専用/APSシリーズ

#### APS-1
APS-1は精密射撃向けエアーコッキング式ボルトアクションピストルである。いくつかのバリエーションが存在する。
もともとのAPS-1はコルトガバメントのシングルショットモデルを模したものであった。初期型を「ドミネーター」、「グランドマスター」発表後に発売された「マークスマン」の2つがあるが基本構造は共通である。
その後、大幅に改良した「グランドマスター」が発売された。外観は競技用の エアピストル(AP)を模したものになり、さらに機構と基本性能も「ドミネーター」から大幅に刷新された。同じAPS-1の名を冠するものの事実上、別種の新型モデルとなっている。
なお、グランドマスターは、ダットサイト、スコープ等の20 mmレール規格の光学サイトを、標準状態で搭載可能である。

#### APS-2

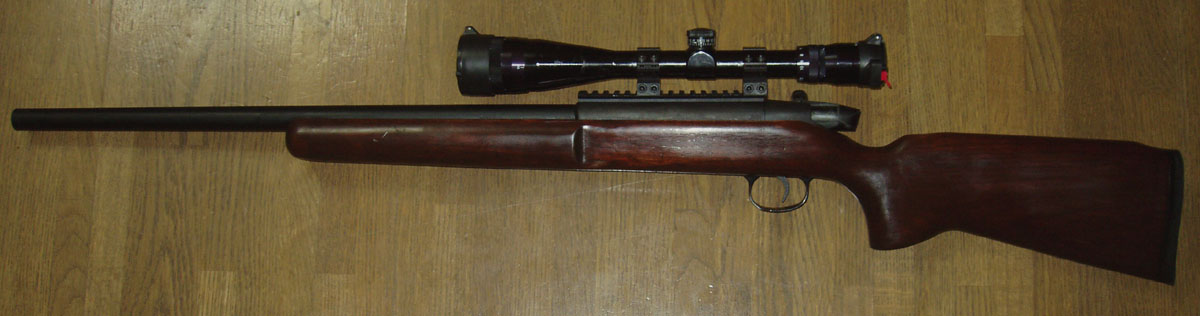
APS-2 Mk2。スコープは別売で、遊底は社外品に換装されている

APS-2は、1994年にデビューしたボルトアクションライフルである。デザインはオーストリア・シュタイア(ステアー)社のステアーSSGが原型であると言われているが、その面影はあまり留めていない。完全なノーマル状態であっても高い命中精度を持ち、エアソフトガン黎明期からの長き歴史を持つタカトクトイスSS-9000(現:マルコシUXスーパー9及びエスツーエスTSR-X)からボルトアクションの王者の座を奪い取った。それ以降、サバイバルゲーム等の競技における狙撃銃としての地位を揺ぎ無きものとしたが、東京マルイVSR-10という強力なライバルが出現、「APS-2対VSR-10」という対決の構図となっている。かつてのSS-9000のように「カスタムパーツだけで1挺組み上げられる」というほど、多くのカスタムパーツが各メーカーから発売されている。
オリジナルモデルの他に、短小・固定ホップ仕様のサバイバルゲーム向きと目される「SV」モデル、木製ストックの「Mk2」がある。その他に限定生産品も存在する。

#### APS-TYPE96
引き金後部の銃床に大きく穴を開け、そこに親指を通して握り込むサムホール型の銃床を持ち、外見上は従来のAPSシリーズと大きく異なる。
銃床後尾のパッドや頬当て部（チーク・ピース）の取り付け位置を、射手の体格に合わせて調整できるようになっているほか、弾倉内の残弾が無くなったことを知らせる「エンプティ・インジケーター」や、ボルトが操作済みかどうかを知らせる「コッキング・インジケーター」など、多くのギミックを備えている。
アキュラシー・インターナショナルのAWシリーズをモデルとしているとされる。内・外装問わず従来のAPSシリーズ同様に豊富なカスタムパーツが発売されている。銃床の色を変更したバリエーションモデルが存在する。

#### APS-3
APS-3は2007年に販売開始された精密射撃向けエアーコッキング式ピストルである。特筆すべきは国内初の蓄気式（コンプレスト式）トイガンであることであり、この形式は実銃のエアピストルを相当意識したものであると見なされている。そのためか光学サイト搭載を前提とした形状をしていないこと、トリガーの重さがグランドマスターよりも重くされていることなどこれまでのAPSシリーズとはやや性格を異にする部分も見受けられる。
APS-1との共通個所はほとんど見られず、別種の新型モデルとなっている。操作法もエアシリンダーへのコンプレス動作、給弾レバーによる給弾動作と2操作が必要とされる。
本機の販売はマルゼン自身で行っているだけでなく、スイスの精密射撃競技銃メーカーである、ヘンメリーへもOEM供給されている。

#### APS SR-2
2008年に販売開始された、入門用を意識したライフルタイプ。APS-2から派生したスラッグ式ショットガンCA870からのフィードバックにより、価格低下、小型化、軽量化がなされている。だが、APS-3の流れを汲む薬室の構造により、他のモデルに引けを取らない命中精度を持つ。簡単なパーツ組み換えにより左利きにも対応する等、扱いやすさを追求したモデルである。後に、若干の短銃身化と可変ホップアップ搭載を行ったLRV(ロングレンジバージョン)も登場している。

#### APS-3ライフル（試作）
ピストル部門に比べて認定銃の種類と流通量が圧倒的に少ないライフル部門のため、メーカーのマルゼン自身ががAPS-3をベースにライフル化した試作カスタム品である。
APSカップのルール上、ハンドガン部門の認定銃にストック等を追加してライフルのルールに適合させることで出場可能になる。
出場者自身のカスタムによりハンドガン部門の認定銃をベースにしたライフルでの出場が有ったが、メーカー自らそのカスタムを行ったものである。
2019年のAPSカップ本大会にてプロジェクト復活として展示されていた。

### KSC精密射撃競技銃
KSCの精密射撃競技銃はトリガー周りの機構がユニット化されておりトリガープル、ストローク、シアのエンゲージ量、シアにかかるスプリングテンション等細かな調整が行えるようになっている。

#### GP100シリーズ
GP100シリーズはガス圧をパワーソースとして使うピストルである。HFC134aなどのガスをタンクに注入して使用するいわゆるガスガンである。
オープンサイトを備えたモデル、フリーサイト用の20 mmレールを備えたモデルなどが有る。

#### AP200シリーズ
AP200シリーズはマルゼンのAPS-3と同様の蓄圧式（コンプレスト式）ピストルである。
パワーソース以外はGPシリーズと同様にオープンサイトモデル、20 mmレールを備えたモデルなどが有る。

#### GR1000シリーズ
GR1000シリーズはGP100シリーズと同様のガス圧を利用したライフルである。
多くの部品が削り出しによる高精度な作りとなっており各所に調整機構を備え競技専用ライフルにふさわしいものになっている。

#### AR2000シリーズ
AR2000シリーズはAP200シリーズと同様の蓄圧式（コンプレスト式）ライフルである。
AR2000シリーズはライフル競技独特の射撃姿勢のためAP200シリーズと異なりコンプレストレバーは上部斜め上に向けて操作するようになっている。
パワーソース以外はGR1000シリーズと同様の作りとなっている。

### かつて認定銃だった銃
- マルゼン - APS-1グランドマスター/マークスマン
- ハドソン - プリシーダ
- コクサイ - ゴールドメダリストオリンピア

### グランドマスターBB弾
プラスチックの塊から削りだされた競技専用のBB弾で、研磨精度が高い。重量0.29 g。